# Kroatien i olympiska sommarspelen 2000
Kroatien deltog i de olympiska sommarspelen 2000 med en trupp bestående av 88 deltagare, 63 män och 25 kvinnor, och de tog totalt två medaljer.

## Medaljer

### Guld
- Nikolay Pechalov - Tyngdlyftning, 56–62 kg

### Brons
- Igor Boraska, Krešimir Čuljak, Igor Francetić, Tihomir Franković, Silvijo Petriško, Nikša Skelin, Siniša Skelin, Tomislav Smoljanović och Branimir Vujević - Rodd, åtta med styrman

## Friidrott
Herrarnas 100 meter
- Dejan Vojnović
  - Omgång 1 — 10.50 (→ gick inte vidare)

Herrarnas 1 500 meter
- Branko Zorko
  - Omgång 1 — 03:46.16 (→ gick inte vidare)

Herrarnas 400 meter häck
- Darko Juričić
  - Omgång 1 — 52.39 (→ gick inte vidare)

Herrarnas 4 x 100 meter stafett
- Tihomir Buinjac, Siniša Ergotić, Slaven Krajačić, och Dejan Vojnović
  - Omgång 1 — 39.87 (→ gick inte vidare)

Herrarnas 4 x 400 meter stafett
- Frano Bakarić, Nino Habun, Darko Juričić, och Elvis Peršić
  - Omgång 1 — DSQ (→ gick inte vidare)

Herrarnas kulstötning
- Stevimir Ercegovac
  - Kval — 18.98 m (→ gick inte vidare)

Herrarnas diskuskastning
- Dragan Mustapić
  - Kval — 58.10 m (→ gick inte vidare)

Herrarnas släggkastning
- Andraš Haklić
  - Kval — 72.66 m (→ gick inte vidare)

Herrarnas längdhopp
- Siniša Ergotić
  - Kval — 7.53 m (→ gick inte vidare)

Herrarnas kulstötning
- Stevimir Ercegovac
  - Kval — 18.98 m (→ gick inte vidare)

Damernas 400 meter
- Kristina Perica
  - Omgång 1 — 53.72 m (→ gick inte vidare)

Damernas släggkastning
- Ivana Brkljačić
  - Kval — 65.01 m
  - Final — 63.20 m (→ 11:e plats)

Damernas höjdhopp
- Blanka Vlašić
  - Kval — 1.92 m (→ gick inte vidare)

## Kanotsport
Sprint
Herrarnas C-1 1000 m
- Nikica Ljubek
  - Kvalheat — 04:10,954 (→ gick inte vidare)

Herrarnas C-2 500 m
- Dražen Funtak och Nikica Ljubek
  - Kvalheat — 01:45,567
  - Semifinal — 01:45,955 (→ gick inte vidare)

Slalom
Herrarnas K-1 slalom
- Andrej Glücks
  - Kval — 263,66
  - Final — 230,22 (→ 11:e plats)

Herrarnas C-1 slalom
- Danko Herceg
  - Kval — 275,82
  - Final — 248,77 (→ 10:e plats)

## Rodd
Herrarnas dubbelsculler
- Ivan Jukić & Tihomir Jarnjević: 14:e plats

Herrarnas tvåa utan styrman
- Ninoslav Saraga &, Oliver Martinov: 8:e plats

Herrarnas åtta med styrman
- Igor Francetić, Tihomir Franković, Tomislav Smoljanović, Nikša Skelin, Siniša Skelin, Krešimir Čuljak, Igor Boraska, Branimir Vujević & Silvijo Petriško: 3:e plats (brons)

## Segling
Finnjolle
- Karlo Kuret
  - Lopp 1 —  6
  - Lopp 2 —  10
  - Lopp 3 —  (18)
  - Lopp 4 —  9
  - Lopp 5 —  8
  - Lopp 6 —  14
  - Lopp 7 —  2
  - Lopp 8 —  (16)
  - Lopp 9 —  13
  - Lopp 10 —  3
  - Lopp 11 —  4
  - Final —  69  (→ 10:e plats)

470
- Toni Bulaja och Ivan Bulaja
  - Lopp 1 —  (30) OCS
  - Lopp 2 —  19
  - Lopp 3 —  18
  - Lopp 4 —  19
  - Lopp 5 —  11
  - Lopp 6 —  19
  - Lopp 7 —  22
  - Lopp 8 —  21
  - Lopp 9 —  16
  - Lopp 10 —  (27)
  - Lopp 11 —  17
  - Final —  162  (→ 24:e plats)

Laser
- Mate Arapov
  - Lopp 1 —  (44) RET
  - Lopp 2 —  (44) RET
  - Lopp 3 —  44 RET
  - Lopp 4 —  44 RET
  - Lopp 5 —  44 RET
  - Lopp 6 —  44 RET
  - Lopp 7 —  44 RET
  - Lopp 8 —  44 RET
  - Lopp 9 —  44 RET
  - Lopp 10 —  44 RET
  - Lopp 11 —  44 RET
  - Final —  396  (→ 43:e plats)

## Taekwondo
| Idrottare     | Gren            | Åttondelsfinaler     | Kvartsfinaler        | Semifinaer           | Återkval omg. 1      | Återkval omg. 2        | Bronsmatch            | Final                | Final     |
| Idrottare     | Gren            | Motståndare Resultat | Motståndare Resultat | Motståndare Resultat | Motståndare Resultat | Motståndare Resultat   | Motståndare Resultat  | Motståndare Resultat | Placering |
| ------------- | --------------- | -------------------- | -------------------- | -------------------- | -------------------- | ---------------------- | --------------------- | -------------------- | --------- |
| Nataša Vezmar | Damernas +67 kg | BYE                  | Ruíz (ESP) W 7-4     | Ivanova (RUS) L 4-6  | BYE                  | Bourguigue (MAR) W 4-1 | Bosshart (ESP) L 8-11 | Gick inte vidare     | 4         |

## Tennis
| Spelare                        | Gren       | Omgång 1                             | Omgång 2                                              | Åttondelsfinaler                 | Kvartsfinaler     | Semifinaler       | Final / BM        | Final / BM       |                  |
| Spelare                        | Gren       | Motståndare Poäng                    | Motståndare Poäng                                     | Motståndare Poäng                | Motståndare Poäng | Motståndare Poäng | Motståndare Poäng | Placering        |                  |
| ------------------------------ | ---------- | ------------------------------------ | ----------------------------------------------------- | -------------------------------- | ----------------- | ----------------- | ----------------- | ---------------- | ---------------- |
| Goran Ivanišević               | Herrsingel | Àlex Corretja (ESP) L 6:7, 6:7       | Gick inte vidare                                      | Gick inte vidare                 | Gick inte vidare  | Gick inte vidare  | Gick inte vidare  | Gick inte vidare | Gick inte vidare |
| Ivan Ljubičić                  | Herrsingel | Dominik Hrbatý (SVK) W 6:1, 1:6, 6:3 | Kevin Ullyett (ZIM) W 6:2, 4:6, 6:4                   | Gustavo Kuerten (BRA) L 6:7, 3:6 | Gick inte vidare  | Gick inte vidare  | Gick inte vidare  | Gick inte vidare | Gick inte vidare |
| Goran Ivanišević Ivan Ljubičić | Herrdubbel | i.u.                                 | Jose de Armas Jimy Szymanski (VEN) L 2:6, 6:7         | Gick inte vidare                 | Gick inte vidare  | Gick inte vidare  | Gick inte vidare  | Gick inte vidare |                  |
| Iva Majoli                     | Damsingel  | Anne Kremer (LUX) L 2:6, 4:6         | Gick inte vidare                                      | Gick inte vidare                 | Gick inte vidare  | Gick inte vidare  | Gick inte vidare  | Gick inte vidare |                  |
| Silvija Talaja                 | Damsingel  | Neyssa Etienne (HAI) W 6:1, 6:0      | Silvia Farina Elia (ITA) L 6:3, 4:6, 4:6              | Gick inte vidare                 | Gick inte vidare  | Gick inte vidare  | Gick inte vidare  | Gick inte vidare |                  |
| Iva Majoli Silvija Talaja      | Damdubbel  | i.u.                                 | Els Callens Dominique van Roost (BEL) L 2:6, 7:5, 2:6 | Gick inte vidare                 | Gick inte vidare  | Gick inte vidare  | Gick inte vidare  | Gick inte vidare |                  |